# Jan Nikodem Jaroń

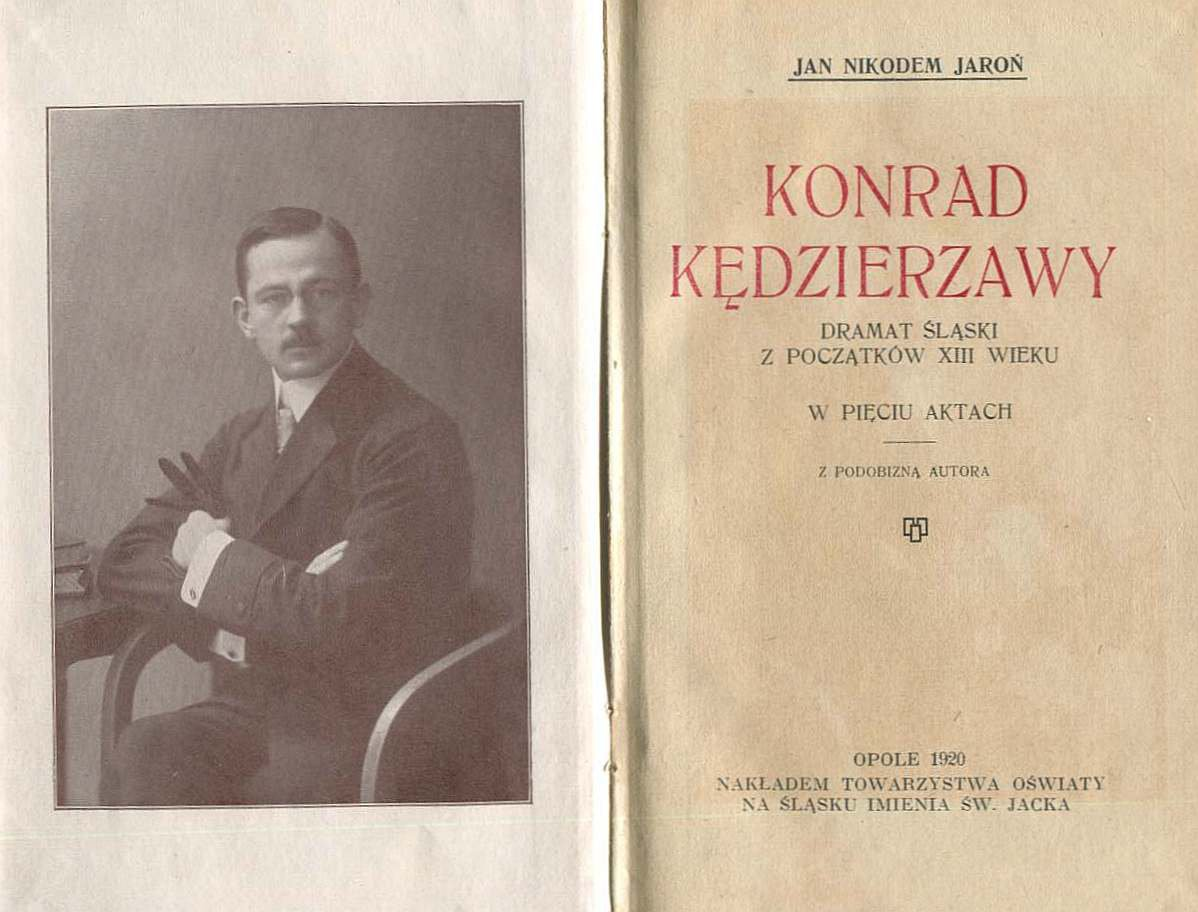
Jan Nikodem Jaroń

Jan Nikodem Jaroń (Pseudonym: Nikodem Arios; * 3. Mai 1881 in Jastrzigowitz, Landkreis Rosenberg O.S.; † 1. August 1922 in Lublinitz, Kreis Lublinitz) war ein schlesischer Dichter und Dramatiker.

## Leben
Er wurde in einer Bauernfamilie in Jastrzigowitz geboren. Nach dem Besuch der Volksschule in seinem Geburtsort besuchte er von 1896 bis 1900 das Deutsche Gymnasium in Beuthen. Später nahm er ein Studium an der Philologischen Fakultät der Universität Breslau auf.
1902 veröffentlichte er das Gedicht „Przyroda w jesieni“ (Natur im Herbst) in der Zeitung „Górnoślązak“ (Oberschlesier).

## Werke
- Wywłaszczenie – Dramat górnośląski w pięciu aktach[2]  (Enteignung – Oberschlesisches Drama in fünf Akten); 1913
- Konrad Kędzierzawy – Dramat sląski z początków XIII wieku (Schlesisches Drama aus dem Anfang des 13. Jahrhunderts); Opole 1920
- Wojski św. Jadwigi – Pięć obrazków scenicznych z dziejów śląskich (Heer der hl. Hedwig) – Fünf szenische Bilder aus der Geschichte Schlesiens; Katowice 1931